# Barco rabelo

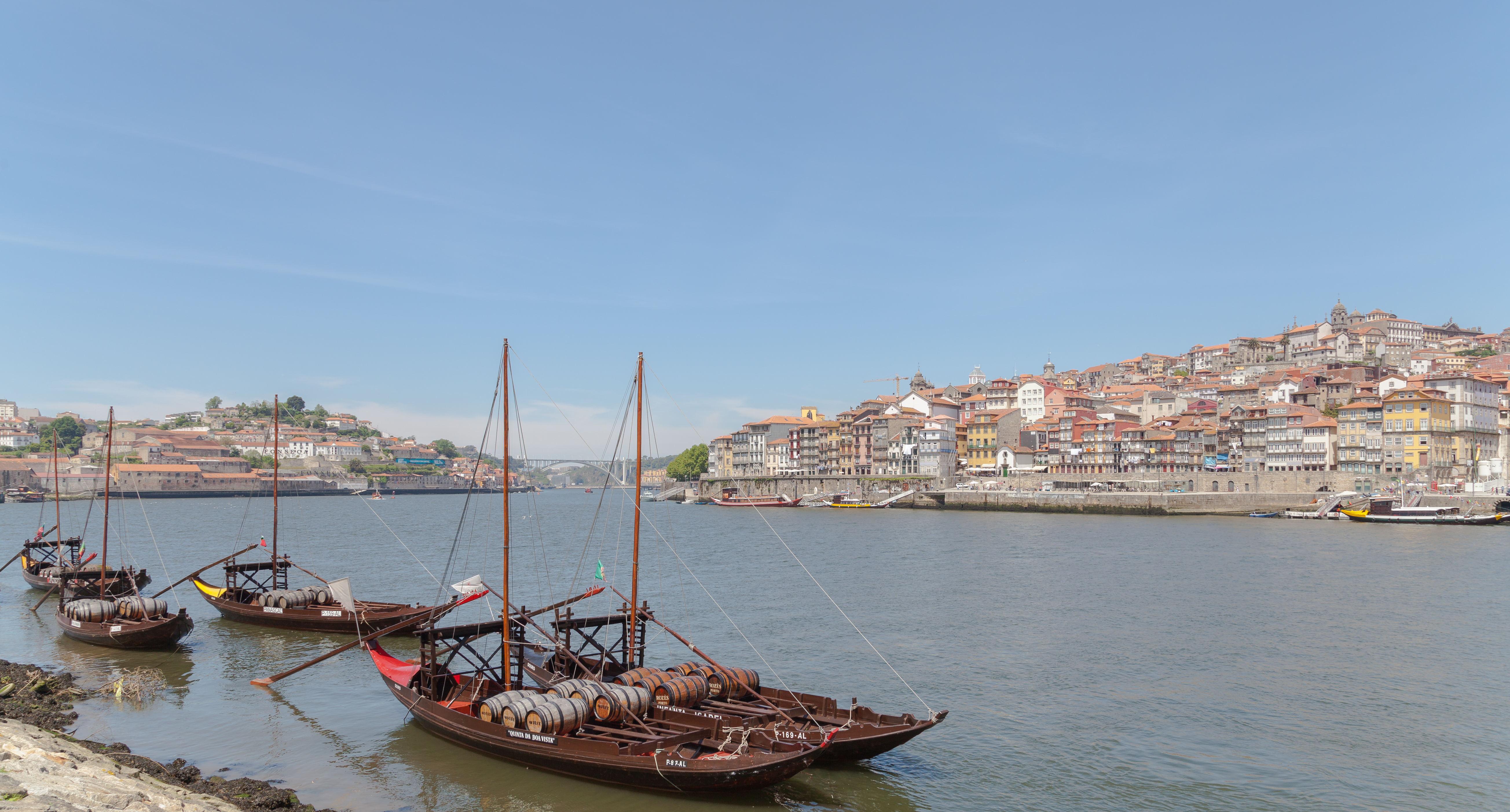
Barco rabelo con la Ribeira de Oporto al fondo

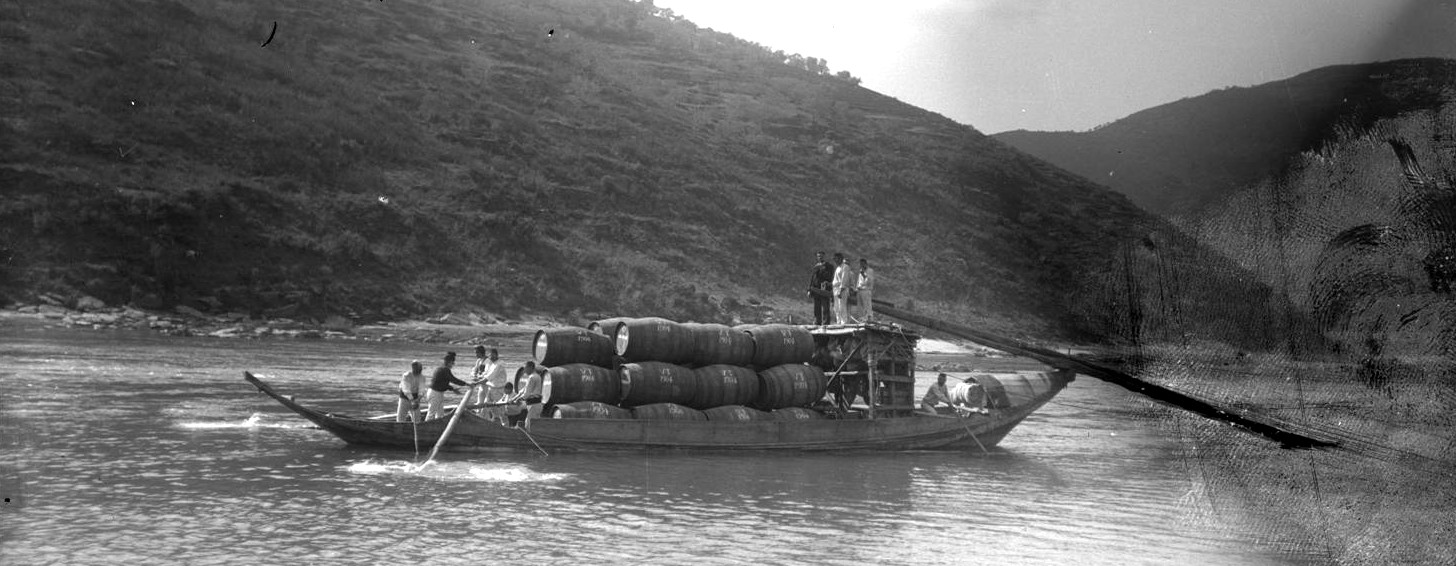
Barco rabelo con barricas de vino navegando en el río Duero, 1900s

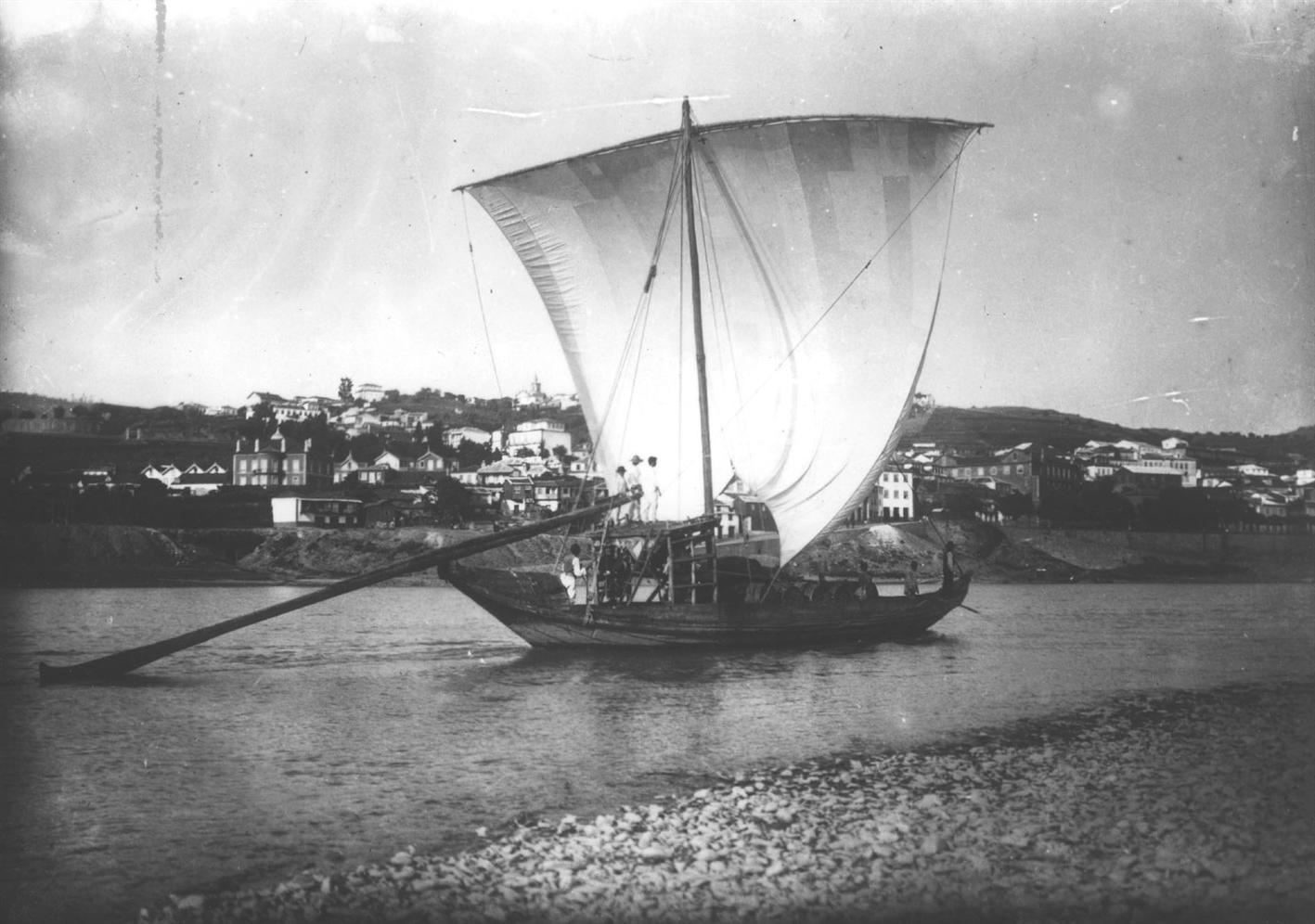
Barco rabelo navegando a vela, 1911

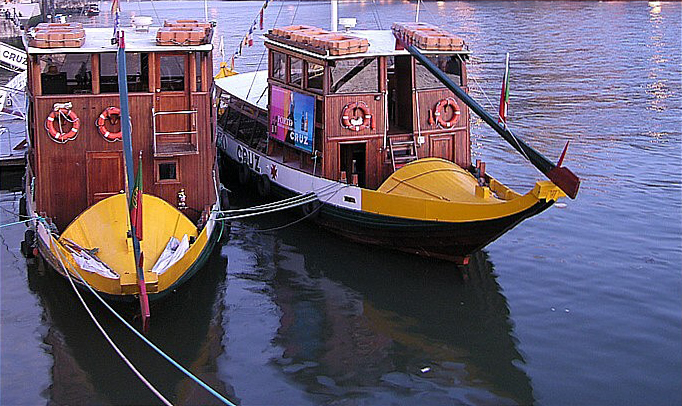
Modernos rabelos para paseos turísticos

El barco rabelo es una embarcación portuguesa, típica del Río Duero, que tradicionalmente transportaba las barricas de vino de Oporto desde el Alto Duero, donde se ubican las viñas, hasta Vila Nova de Gaia-Oporto, donde el vino era almacenado y, posteriormente, comercializado y enviado a otros países.
Siendo un barco de río de montaña, el rabelo no tiene quilla y es de fondo plano, variando su tamaño entre 19 y 23 metros de eslora y 4,5 metros de manga. Su construcción es con tablones superpuestos, al estilo nórdico, a diferencia de las naves de origen mediterráneo.
Con una vela cuadrada, el rabelo era manejado normalmente por seis o siete hombres. En cuanto a los mástiles, solo usan uno, también al estilo nórdico. Para su gobierno, utiliza un remo largo en popa, llamado "espadela". Cuando era necesario, los barcos remontaban el río remolcados desde caminos de sirga por hombres o por yuntas de bueyes.

## Historia
El barco rabelo pasó a tener su identidad bien definida a partir de 1792, cuando la Companhia Geral da Agricultura das Vinhas do Alto Douro publicó las licencias y demás documentos que se relacionaban con la notable institución pombalina. En dicha publicación, conocida vulgarmente como "Leis da Companhia", se encuentran preciosas informaciones referentes tanto al barco como a sus tripulantes, así como al tráfico al que se destinaban.
En el pasado, grandes barriles de vino de Oporto viajaban en rabelo por el río Duero. Fue en los márgenes de este río, a unos seis kilómetros de la costa, donde Oporto creció. En la Baja Edad Media ya era un importante puerto comercial de pescado, sal y vino. En la actualidad, es la segunda ciudad más grande de Portugal y compone, con la cercana Vila Nova, un importante centro comercial e industrial.
Con la conclusión, en 1887, de la línea de ferrocarril del Duero y el desarrollo de las comunicaciones por carretera durante el siglo XX, el tráfico fluvial proporcionado por los barcos rabelos entró en declive. En 1961, al iniciarse el programa de aprovechamiento hidroeléctrico del Duero portugués, apenas quedaban seis barcos rabelos en actividad permanente.
Actualmente tienen un uso diferente. Los rabelos son utilizados en la famosa regata de São João, durante las fiestas populares de la ciudad de Oporto, para paseos turísticos por el río Duero y otras iniciativas para recordar sus tiempos de gloria.
Los barcos rabelos pueden ser vistos todavía hoy en Oporto, donde prestan servicio en el transporte de turistas con carácter lúdico y recreativo o para atravesar el río desde Oporto hasta Vila Nova de Gaia, lugar donde se pueden visitar algunas cavas de vino de Oporto.